# Ik ga als 'n speer
Ik ga als 'n speer is een nummer van de Nederlandse band Skik uit 2000. Het is de eerste single van hun vierde studioalbum Overal & nergens.
"Ik ga als 'n speer" is een uptempo rocknummer met een optimistische tekst. In tegenstelling tot de vorige nummers van Skik, die in het Drents gezongen werden, kent dit nummer een Nederlandstalige tekst. Het nummer werd een bescheiden hit in Nederland, met een 28e positie in de Nederlandse Top 40.

## Tracklijst
- Cd-single

1. "Ik ga als 'n speer" - 3:00
2. "De kat, de eend en de mens" - 4:26